# Drink to Get Drunk
„Drink to Get Drunk” este un cântec de Sia. Acesta a fost inclus pe albumul ei Healing Is Difficult (2001).
Cântecul a fost lansat ca un single în ianuarie 2001, după a fost remixat de Gino Scaletti și Quinn Whalley (de asemenea cunoscuți ca DifferentGear).

## Lista pieselor
- CD Maxi[2]

1. „Drink to Get Drunk” (DifferentGear Radio Edit) – 3:58
2. „Drink to Get Drunk” (DifferentGear Mix) – 7:53
3. „Drink to Get Drunk” (Make Mine a Becks Mix) – 6:16
4. „Drink to Get Drunk” (Album Version) – 3:37

## Clasamente
Cântecul s-a poziționat la numărul 1 în Belgian Dance Chart în ianuarie 2001.
| Clasament (2001)                | Poziție maximă |
| ------------------------------- | -------------- |
| Belgia (Ultratop Flanders)      | 5              |
| Italia (FIMI)                   | 11             |
| Țările de Jos (Single Top 100)  | 46             |
| Regatul Unit (UK Singles Chart) | 91             |

## Versiuni preluări
- În aprilie 2002, DJ-ul de muzică house/producător, Chris Lake a lansat alt remix al cântecului prin intermediul Mealstrom Records.[8]
- În octombrie 2011, producătorul de muzică dance electronică onlandez, Sander van Doorn a lansat o versiune preluare prin intermediul Spinnin' Records.[9]